# Frieda Strehlow

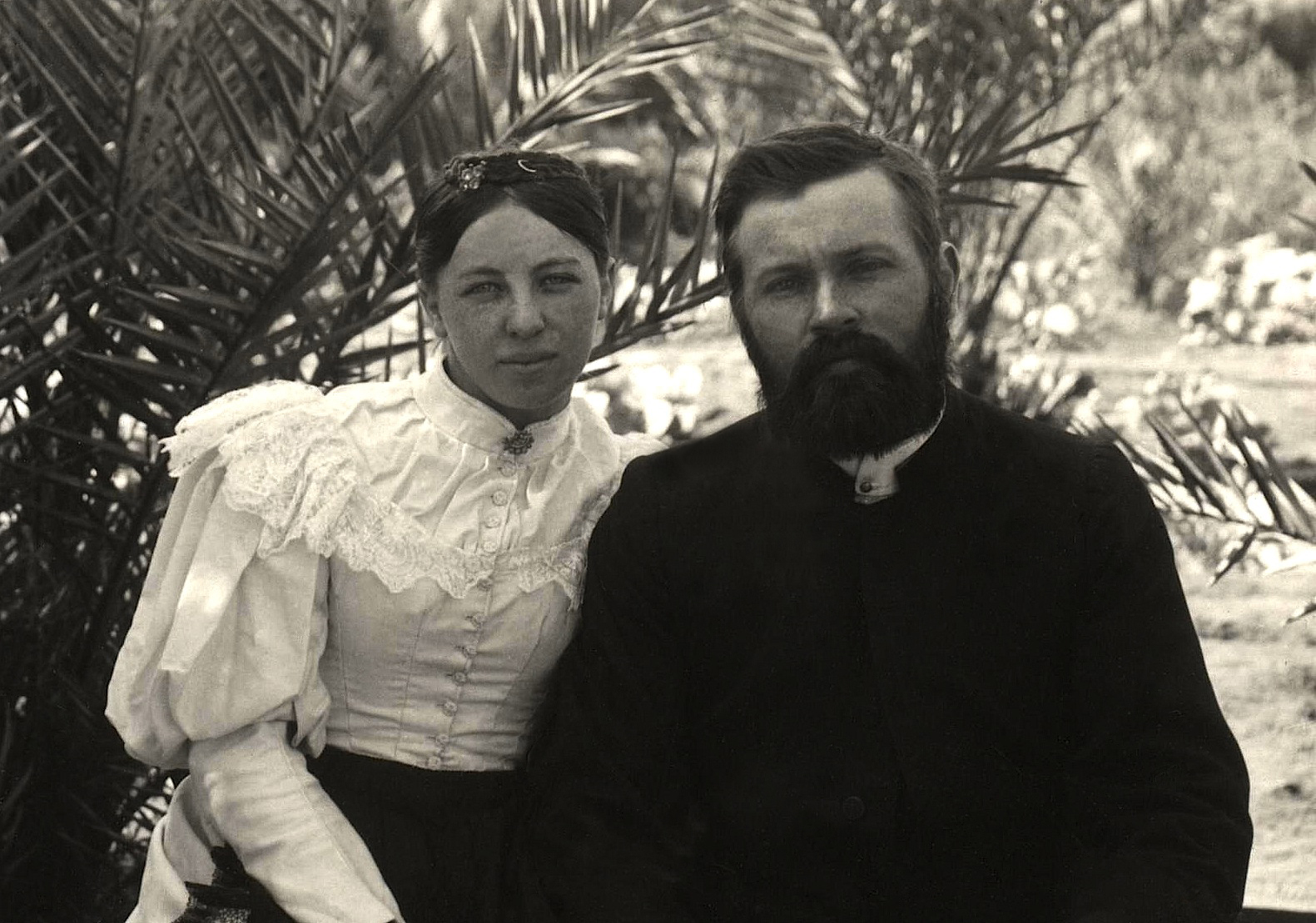
Frieda und Carl Strehlow

Friederike Johanna Henriette Strehlow, geborene Keysser (* 31. August 1875 in Geroldsgrün; † 30. April 1957 in Neuendettelsau), besser bekannt als Frieda Strehlow, war eine deutsche Missionarin und Anthropologin, die Anfang des 20. Jahrhunderts in Hermannsburg, Australien im Northern Territory lebte und arbeitete. In Australien war sie vor allem dafür bekannt, die hohe Kindersterblichkeitsrate der Aborigines im zentralaustralischen Outback zu senken.

## Jugend und Auswanderung nach Australien
Strehlow wurde als Tochter des Holzfabrikanten C.T. Keysser in Geroldsgrün geboren, wo ihr Vater bis zu seinem Tod im Jahr 1879 lebte. Anschließend wohnte sie eine Zeitlang bei ihrer Mutter und ihrem Stiefvater sowie bei der Schwester ihrer Mutter, Augusta, und ihren Großeltern in Theilenhofen und später in Gunzenhausen. Ihr Großvater war der lutherische Pfarrer in Theilenhofen, Johann Erhard Fischer, der 1850 zusammen mit Wilhelm Löhe die Gesellschaft für Innere Mission in Neuendettelsau gegründet hatte. Ihre Großmutter, Sophia Elisa Marianna Fischer (geb. Omeis), war ebenfalls die Tochter eines lutherischen Pfarrers.
Strehlow machte ab 1890 an Löhes Gewerbeschule in Neuendettelsau eine Ausbildung und verliebte sich 1892 in den jungen Pfarrer Carl Strehlow, der kurz vor seiner Ausreise zur Killalpaninna-Missionsstation (auch bekannt als Bethesda) in Südaustralien stand. Trotz des Widerstands ihrer Familie blühte die Beziehung auf, die nach Carl Strehlows Abreise per Brief geführt wurde. Sie selbst reiste schließlich 1895 nach Australien und heiratete Carl Strehlow am 5. September 1895 in Point Pass in Südaustralien. Die beiden kamen am 5. November nach einer anstrengenden Reise mit dem Postwagen aus Oodnadatta in Hermannsburg (Finke Mission) an, wobei der Reisegesellschaft in der Wüste zweimal zeitweilig das Trinkwasser ausgegangen war.

## In Zentralaustralien

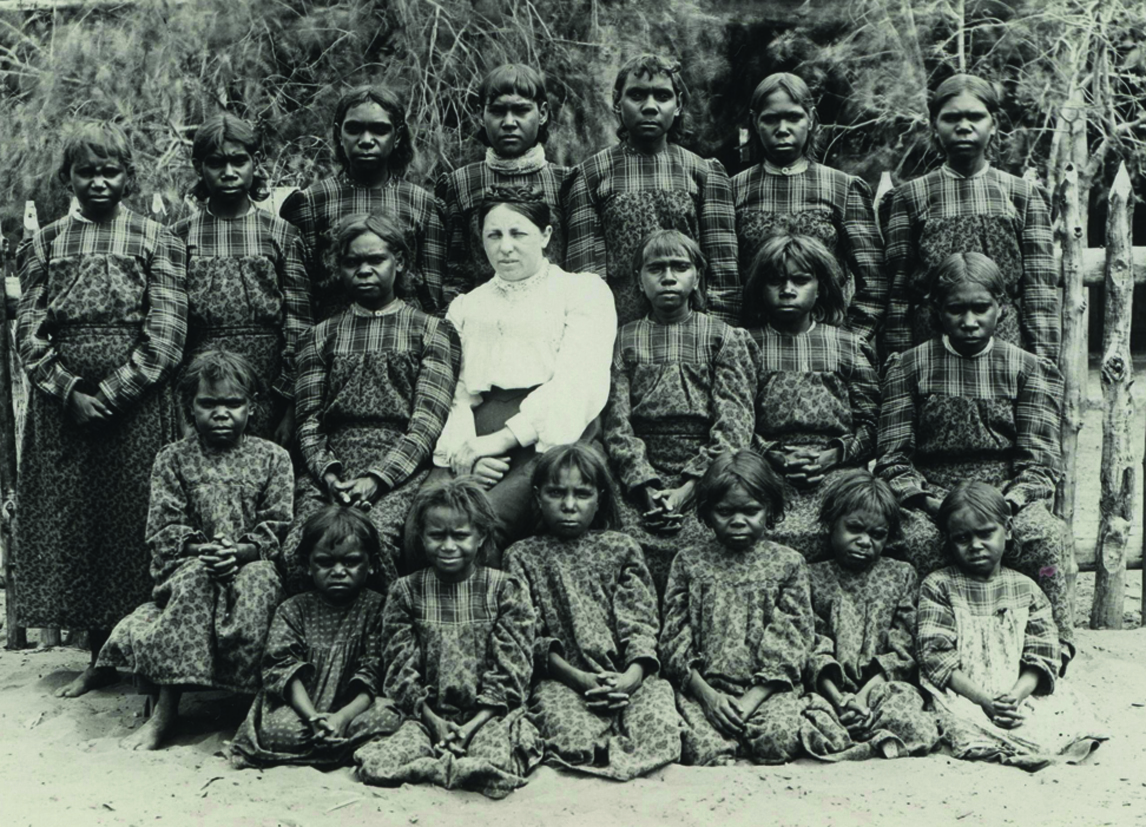
Frieda Strehlow und ihre Nähklasse in der Hermannsburger Mission im Jahr 1907

Strehlow bekam zwischen 1897 und 1908 sechs Kinder in Hermannsburg, damals eine kleine, aus wenigen festen Gebäuden und einer Kirche bestehende Missionsstation mit angeschlossenen Aborigines-Siedlungen[4]. Während dieser Zeit wurden die Missionsgebäude renoviert oder durch neue Strukturen ersetzt. Zur materiellen Absicherung der Pfarre gehörten eine Rinderfarm und Gartenbau, da die Bewohner in der abgelegenen Gegend Zentralaustraliens weitgehend wirtschaftliche Selbstversorger sein mussten. Vor allem während der Dürreperioden war das Leben schwierig und es gab viele Entbehrungen in Bezug auf Nahrungsmittel und Vorräte, die mit den missionierten Aborigines vom Stamm der Arrernte (Arranda) geteilt wurden. Da es im weiten Umkreis der Station keine Ärzte gab, erfolgte die Geburt jedes Kindes ohne geschulte medizinische Hilfe, wobei Carl zweimal als Geburtshelfer fungierte.
Mehrere Jahre lang war Frieda Strehlow die einzige Europäerin in Hermannsburg. Sie widmete sich der Bildung von Aborigines-Mädchen und -Frauen und brachte ihnen grundlegende moderne Gesundheitspraktiken sowie Lesen und Schreiben bei, zudem europäisches Nähen und Kochen. Zusammen mit ihrem Mann widersetzte sie sich dem Verdikt der imperialen Kolonialbürokratie und Akademikern wie Walter Baldwin Spencers, dass die Ureinwohner entweder völlig europäisiert werden müssten oder dem Untergang geweiht seien.
Sie lernte die Arrente-Sprache fließend und übersetzte mehrere lutherische Hymnen in die Sprache der Ureinwohner. Zudem pflegte sie einen umfangreichen Briefwechsel mit Freundinnen in Australien und Deutschland sowie mit ihrem Bruder Christian Keysser in Neuguinea. Die Korrespondenz befindet sich heute im Strehlow Research Center in Alice Springs.[1][6]
Frieda Strehlow führte außerdem ausführliche Tagebücher über ihre Zeit in Zentralaustralien, die einen einzigartigen Einblick in das Leben der Missionare im Spannungsfeld der kolonialen Politik, der von Sozialdarwinisten dominierten ethnologischen Diskurse, vor allem aber auch die Lebensvorstellungen der Aborigines geben. Die Tagebücher bilden die Grundlage des Buches The Tale of Frieda Keysser: Frieda Keysser and Carl Strehlow, An Historical Biography, Volume I: 1875–1910. ihres Enkels John Strehlow.
Abgesehen von einem einjährigen Urlaub im Jahr 1903 und einem Besuch in Deutschland im Jahr 1910, um die Strehlow-Kinder in deutsche Internatsschulen zu schicken, verbrachten Frieda und Carl Strehlow ihre gesamte gemeinsame Zeit in Australien in Hermannsburg. Als es der Gesundheitszustand ihres unter Wassersucht leidenden Mannes im Oktober 1922 erforderlich machte, nach Süden zu gehen, um einen Arzt aufzusuchen, reiste sie mit ihrem jüngsten Sohn Theo mit Pferd und Kutsche nach Horseshoe Bend, wo Carl Strehlow nach 13-tägiger Reise durch die Wüste starb und sie ohne materielle Absicherung zurückblieb.
Strehlow arbeitete bis 1931 als Hauswirtschafts- und Gesundheitsleiterin am Immanuel College in Adelaide, um Theo bei seiner Ausbildung dort materiell und ideell zu unterstützen. „Theo“ Strehlow (Theodor George Heinrich, auch Henry Strehlow) wurde – teils gestützt auf Vorarbeiten der Eltern – selbst Anthropologe und Linguist und 1969 ein Gründungsmitglied der Australian Academy of the Humanities sowie 1978 Ehrendoktor der schwedischen Universität von Uppsala.
Nachdem Theo Strehlows frühe Ausbildung beendet war, kehrte Frieda Strehlow 1931 nach Deutschland zurück. In den 1920er Jahren und danach blieb sie mit ihren Arrente-Freunden in Hermannsburg und anderen lutherischen Missionarsfreunden in Australien in Briefkontakt. Während des Zweiten Weltkriegs lebte sie in Schlesien und floh vor dem Vormarsch der Roten Armee zum Ende des Zweiten Weltkriegs nach Westen. Sie starb 1957 in Neuendettelsau, wo sie auch begraben ist.[6]

## Als Anthropologin und Ethnographin
Erst im 21. Jahrhundert wurde Frieda Strehlows anthropologische Arbeit erkannt und gewürdigt. Da sie das Vertrauen vieler Arrente-Frauen in Hermannsburg genoss und ihre Sprache beherrschte, hatte sie einen ganz ungewöhnlichen Einblick in die jahrtausendelang tradierten Lebensgewohnheiten und die Vorstellungswelten der Aborigines-Frauen und damit zugleich auch in deren linguistische Dimensionen (Wortschatz, Kommunikationsverhalten), die damit einhergingen. Viele ihrer Aufzeichnungen und Reflexionen sind in ihren Tagebüchern und ihrem Briefwechsel niedergelegt, der bis heute jedoch nur teilweise erschlossen und auf Englisch publiziert ist.
Strehlows anthropologische Aufzeichnungen und Reflexionen begannen bereits vor denen anderer weiblicher Anthropologinnen und Ethnographinnen wie Daisy Bates und Olive Pink, und sie stützen sich auf ein längeres und intensiveres Zusammenleben mit den Frauen der First-Nation-Stämme. Erst in jüngster Zeit wurde ihr Anteil am Entstehen der bis heute als Standardwerk gelesenen Kompendia ihres Mannes deutlich (Grammatiken und Wörterbuch der Arranda-Sprache; Strehlow, Carl; Leonhardi, Moritz; Städtisches Völkermuseum (Frankfurt am Main, Germany) (1907–1920). Die Aranda- und Loritja-Stamme in Zentral-Australien). Sie wurden auch in der europäischen Anthropologie rezipiert (u. a. Émile Durkheim, Claude Lévi-Strauss, Bronisław Malinowski).
Die australische Anthropologin Anna Kenny meinte, die Arbeiten der Strehlows stellten „some of the earliest insights into the true sophistication of Aboriginal cultures“ („Einige der frühesten Einblicke in die wahre Komplexität der Kulturen der Aborigines“) dar (Kenny 2013: 10).